# Адміністративний устрій Вільшанського району
Адміністративний устрій Вільшанського району — адміністративно-територіальний поділ Вільшанського району Кіровоградської області на 1 селищну раду та 14 сільських рад, які об'єднують 24 населені пункти та підпорядковані Вільшанській районній раді. Адміністративний центр — смт Вільшанка.

## Список радВільшанського району
| №  | Назва                            | Центр               | Населені пункти                       | Площа км² | Місце за площею | Населення (2001), чол. | Місце за населенням |
| -- | -------------------------------- | ------------------- | ------------------------------------- | --------- | --------------- | ---------------------- | ------------------- |
| 1  | Вільшанська селищна рада         | смт Вільшанка       | смт Вільшанка с. Калмазове с. Осички  |           |                 |                        |                     |
| 2  | Березовобалківська сільська рада | с. Березова Балка   | с. Березова Балка с. Владиславка      |           |                 |                        |                     |
| 3  | Бузникуватська сільська рада     | с. Бузникувате      | с. Бузникувате                        |           |                 |                        |                     |
| 4  | Вівсяниківська сільська рада     | с. Вівсяники        | с. Вівсяники                          |           |                 |                        |                     |
| 5  | Добрівська сільська рада         | с. Добре            | с. Добре                              |           |                 |                        |                     |
| 6  | Добрянська сільська рада         | с. Добрянка         | с. Добрянка                           |           |                 |                        |                     |
| 7  | Дорожинська сільська рада        | с. Дорожинка        | с. Дорожинка                          |           |                 |                        |                     |
| 8  | Йосипівська сільська рада        | с. Йосипівка        | с. Йосипівка с. Залізничне            |           |                 |                        |                     |
| 9  | Коритно-Забузька сільська рада   | с. Коритно-Забузьке | с. Коритно-Забузьке с. Вовча Балка    |           |                 |                        |                     |
| 10 | Куцобалківська сільська рада     | с. Куца Балка       | с. Куца Балка с. Синюха с. Степанівка |           |                 |                        |                     |
| 11 | Маловільшанська сільська рада    | с. Мала Вільшанка   | с. Мала Вільшанка                     |           |                 |                        |                     |
| 12 | Плоско-Забузька сільська рада    | с. Плоско-Забузьке  | с. Плоско-Забузьке                    |           |                 |                        |                     |
| 13 | Станкуватська сільська рада      | с. Станкувате       | с. Станкувате с. Мала Мазниця         |           |                 |                        |                     |
| 14 | Сухоташлицька сільська рада      | с. Сухий Ташлик     | с. Сухий Ташлик                       |           |                 |                        |                     |
| 15 | Чистопільська сільська рада      | с. Чистопілля       | с. Чистопілля с. Завітне              |           |                 |                        |                     |